# Maktumpur, Mundargi
Maktumpur là một làng thuộc tehsil Mundargi, huyện Gadag, bang Karnataka, Ấn Độ.